# Айн-ель-Араб (район)
Айн-ель-Араб (араб. عين العرب) — район (мінтака) у Сирії, входить до складу провінції Алеппо. Адміністративний центр — м. Айн-ель-Араб.
Адміністративно поділяється на 3 нохії.
| Сирія | Це незавершена стаття з географії Сирії. Ви можете допомогти проєкту, виправивши або дописавши її. |